# 代打ち
代打ち（だいうち、だいぶち）とは、一般に麻雀・パチンコ・パチスロ等の賭博において、個人や組織の代理として賭博を行う者のこと。またそれが転じて、一般的な代理人全般を指す俗称として使われる場合もある。

## 麻雀
麻雀漫画では、ゼネコン同士の利権の調整や裏社会の紛争解決手段や経済活動として麻雀による勝負が行われる。この時、組織に麻雀の腕を買われた者を代打ちとして出場させる。裏社会で行われるものは高額の金銭やある地域への進出や撤退などを賭けた勝負が多いため、負けた場合は組織にとって大きな金銭的損害を被ることや存続に関わる事態になることもある。代打ちは勝利した場合は高額の報酬が約束されるが、敗北した場合については様々であり、単に代打ちとして声がかからなくなるものから、負け分の負債を背負わされる、身体の一部を欠損させられたり殺害されたりするという凄惨なものまである。

## 漫画『アカギ 〜闇に降り立った天才〜』における代打ち
麻雀漫画『アカギ 〜闇に降り立った天才〜』の作品内で登場する架空の職業。裏社会の麻雀勝負で代理として挑む雀士のことである。高額の金がかかった勝負であるため、代打ちはイカサマの技術や特殊な技能を有している。
裏社会における高額の金をめぐる勝負であるため、下手をすれば勝負に挑む者自身が「腕や指を切り落とす」・「莫大な金を支払わなければならない」などという重大なリスクを背負うことになる。

### 作中で登場した代打ち
ここでは、『アカギ 〜闇に降り立った天才〜』で登場した代打ちを紹介する。
- 矢木圭次
- 市川
- 浦部
- 平山幸雄（ニセアカギ）